# Códice Zouche-Nuttall

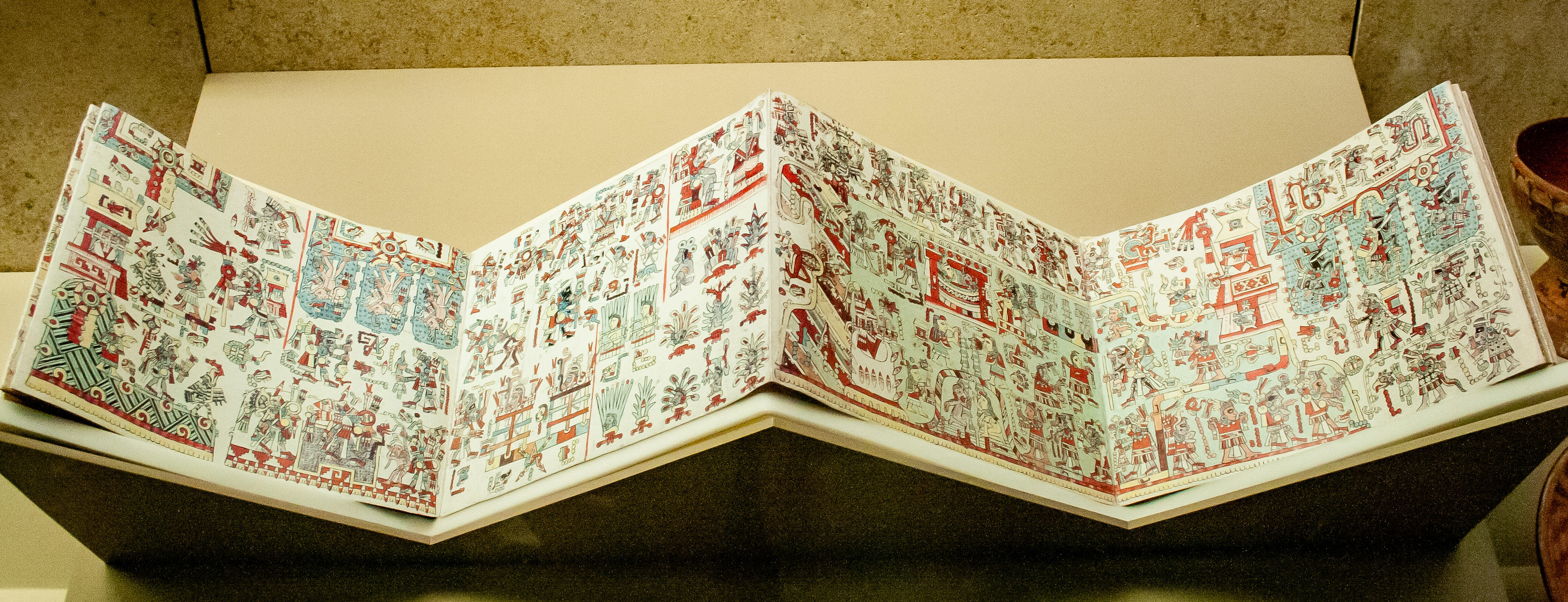
O códice Nuttall no Museu Britânico

O códice Zouche-Nuttall (conhecido também como códice Tonindeye) é um manuscrito pictórico mexicano de origem pré-colombiana, pertencente à cultura mixteca. Consta de dois lados: o lado 1, que registra a vida, conquistas e alianças de Ocho Venado, um proeminente governante mixteca, e o lado 2, que relata a origem da dinastia e história de Tilantongo e Teozacoalco. O códice Zouche-Nuttall é um dos seis códices mixtecas considerados de tradição pré-colombiana que sobreviveram à Conquista do México.
O manuscrito está formado por 16 peças de pele de veado tratada unidas pelos extremos, que constituem uma longa tira de 11,41 metros. As lâminas são dobraduras realizadas em cada uma das peças de pele, dando assim um total de 47 lâminas, não todas pintadas. Desconhece-se a data real da elaboração do códice, mas estima-se foi em redor do século XIV na povoação de Tilantongo. O lado 2 poderia ser mais recente que o lado 1, talvez elaborado em Teozacoalco em princípios do século XV.
Não há dados sobre como saiu o códice do México. Provavelmente fosse enviado à Espanha no século XVI, pouco após se consumar a conquista dos mixtecas em 1522. Foi identificado pela primeira vez em 1854 no convento dominicano de São Marcos em Florença. Cinco anos depois foi vendido a John Temple Leader, que o enviou a Robert Curzon, quarto barão Zouche. Uma edição fac-símile foi publicada pelo Museu Peabody da Universidade de Harvard em 1902, com introdução escrita por Zelia Nuttall. Atualmente pertence à coleção do Museu Britânico.

## Nome
O Museu Britânico, atual dono do manuscrito, tem-no classificado com o nome Zouche-Nuttall. O códice recebeu este nome de Robert Cruzon, quarto barão Zouche, e Zelia Nuttall, figuras chave na história do mesmo.

## Características

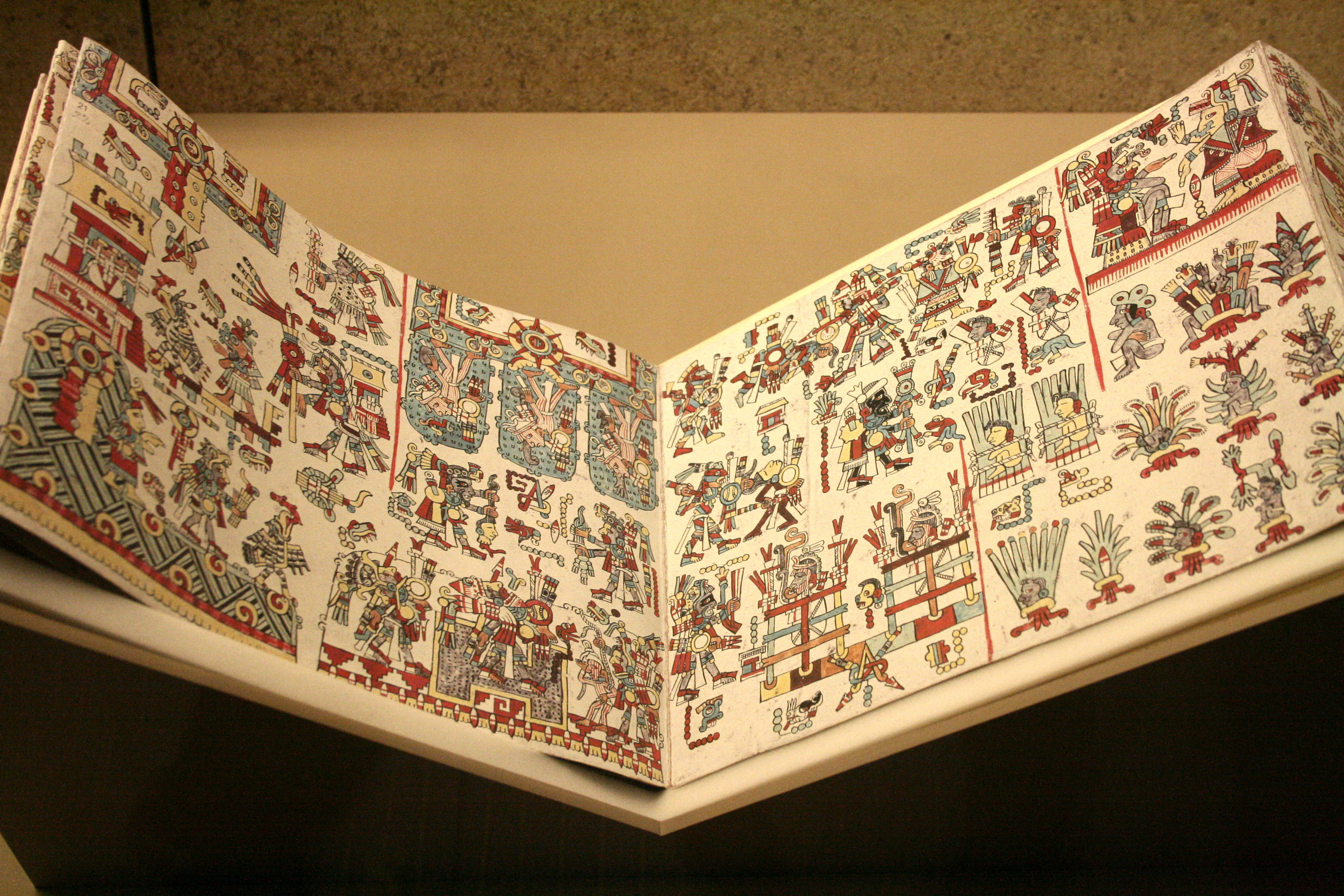
Duas lâminas do lado 2 do códice.

O códice Zouche-Nuttall é um livro extenso, dobrado em forma de biombo e ilustrado a cor por ambos os lados. Está composto de 16 tiras de pele de veado tratada unidas nos extremos. Na íntegra, o códice é uma longa faixa de 11,41 m de longo; as suas lâminas sendo o resultado de dobras na mesma faixa de pele. Pela sua vez, cada lâmina tem uma medida aproximada de 24,3 cm de largo por 18,4 cm de alto. O códice tem um total de 94 lâminas; 47 de cada lado. 42 das 47 lâminas foram pintadas no anverso (lado 2) e 44 lâminas foram pintadas no reverso (lado 1).
A superfície de cada lâmina encontra-se coberta de uma base branca de estuque e gesso, colocada antes de aplicarem as cores. Esta coberta branca era empregue também para realizar correições sobre os desenhos já elaborados. Em ambos os lados do códice foram empregues tintes naturais de cor vermelha, amarela, azul, morada, café, ocre e preta.

## História
Não é conhecida a maneira na que o códice Nuttall saiu do México, mas é sabido que se encontrava no mosteiro dominicano de São Marcos em Florença, Itália, em 1845. Em 1859 o códice foi adquirido pelo político inglês John Temple Leader, que residia também em Florença, e que comprou o documento ao mosteiro para enviá-lo ao seu amigo Robert Curzon, que seria o decimo-quarto barão Zouche. Curzon vivia na Inglaterra e tinha uma magnifica coleção de antiguidades. Curzon faleceu em 1873 e a coleção foi herdada pelo seu filho, que depositou em 1876 a coleção do seu pai no Museu Britânico de Londres.
A investigadora Zelia Nuttall obteve licença para o pesquisar em 1902. Assim, a primeira edição fac-similar do códice foi publicada sob proteção do Museu Peabody da Universidade de Harvard. Porém, a publicação constava de desenhos realizados por um artista anônimo. Foi o Museu Peabody  que lhe deu o nome de Nuttall ao códice mixteca, em honra à investigadora.
O Museu Britânico adquiriu o códice em 1912, e obteve a posse definitiva dele em 1917 ao falecer o último possuidor da coleção. Encontra-se registrado sob a sinatura Add. MS 39671.

## Resenha
O códice nuttall foi identificado como pertencente à área mixteca pelo investigador Alfonso Caso, recusando a crença de que se tratava de um documento zapoteca ou do centro do México. É difícil precisar o lugar exato de procedência deste  códice; acredita-se que podo ter sido feito no senhorio de Teozacoalco, devido a que o lado anverso inclui uma relação genealógica dos governantes de Teozacoalco e Zaachila. Contudo outros investigadores acreditam que se trata de dois documentos diferentes (anverso e reverso) realizados em épocas e lugares diferentes, por razões diferentes.
O lado um põe mais ênfases nas conquistas, alianças, reuniões políticas e atos de obediência e reconhecimento a Ocho Venado que outros códices. Além disso, o lugar mais representado neste lado do Nuttall é Tilantongo, até se ignorar a data de entronização de 8 veado no senhorio costeiro de Tututepec, entre outros acontecimentos. O ênfase posto em Tilantongo faz pensar como o possível lugar de origem da biografia do grande conquistador. Desconhece-se a data exata na que pôde ser realizado o lado um do códice Nuttall, mais os fatos que registra podem ser situados entre os séculos XI e XII. Provavelmente o códice fosse realizado, por volta do século XIV, como uma legitimação por parte dos descendentes de 8 Venado quando o ramo de Tilantongo começava a desvanecer-se. Anos depois, os senhorios de Tilantongo e Tezoacoalco foram unificados pelo senhor 9 casa, pelo qual talvez o códice mudasse de residência para Tezoacoalco, local onde se pintaria a segunda parte deste códice.